# Las Rzuchowski

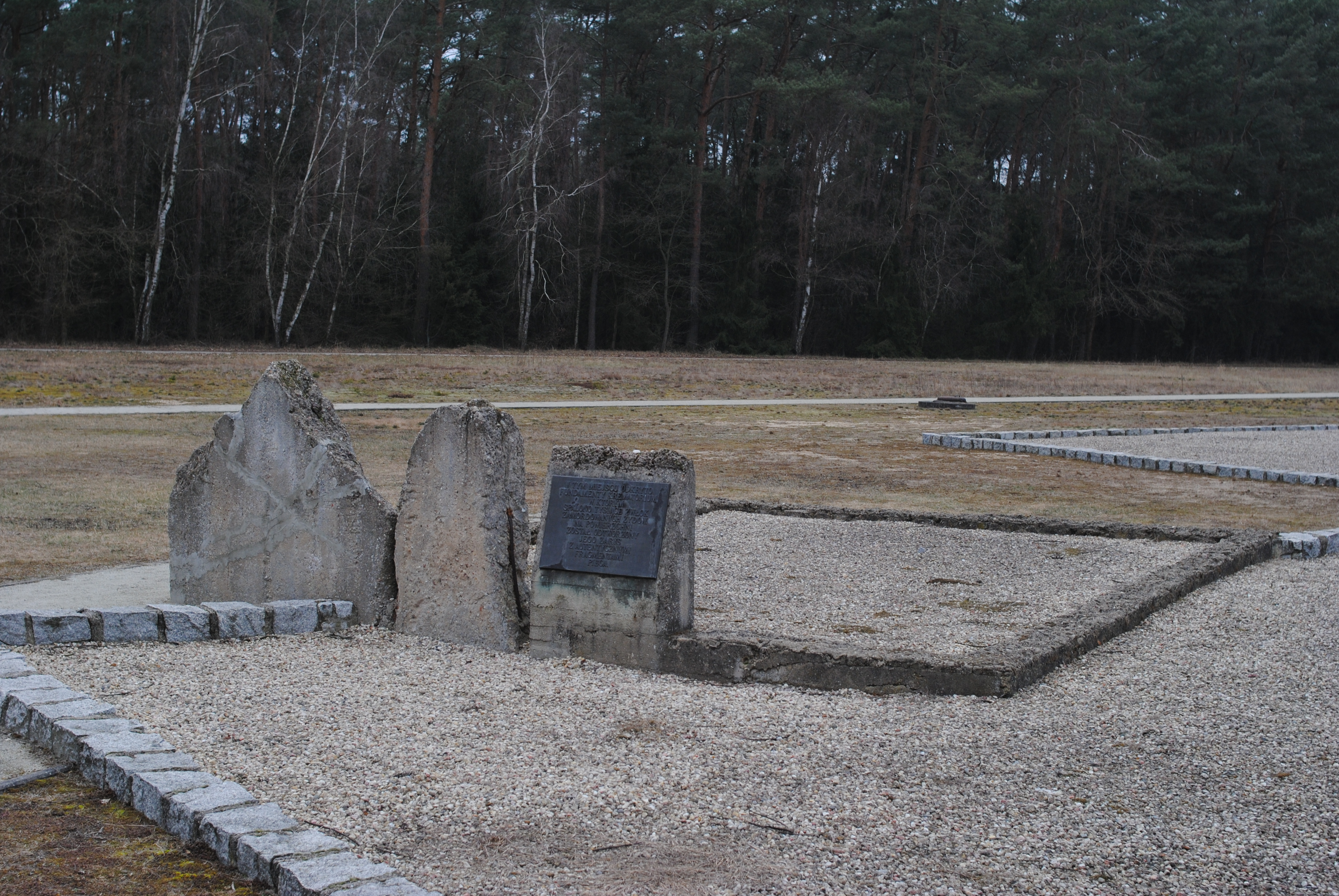
Fragmenty fundamentów krematorium

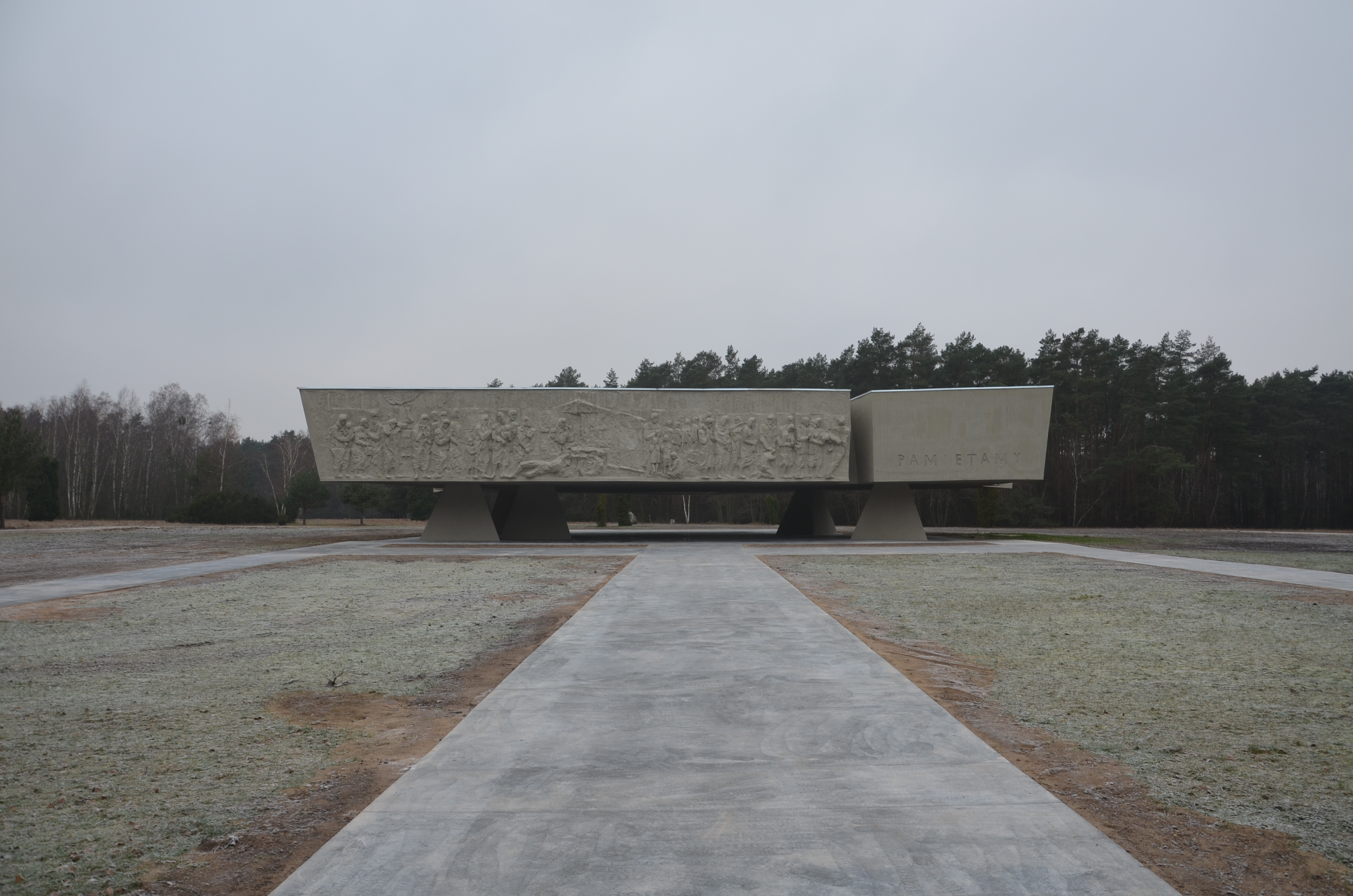
Odsłonięty w 1964 roku Pomnik Ofiar Faszyzmu

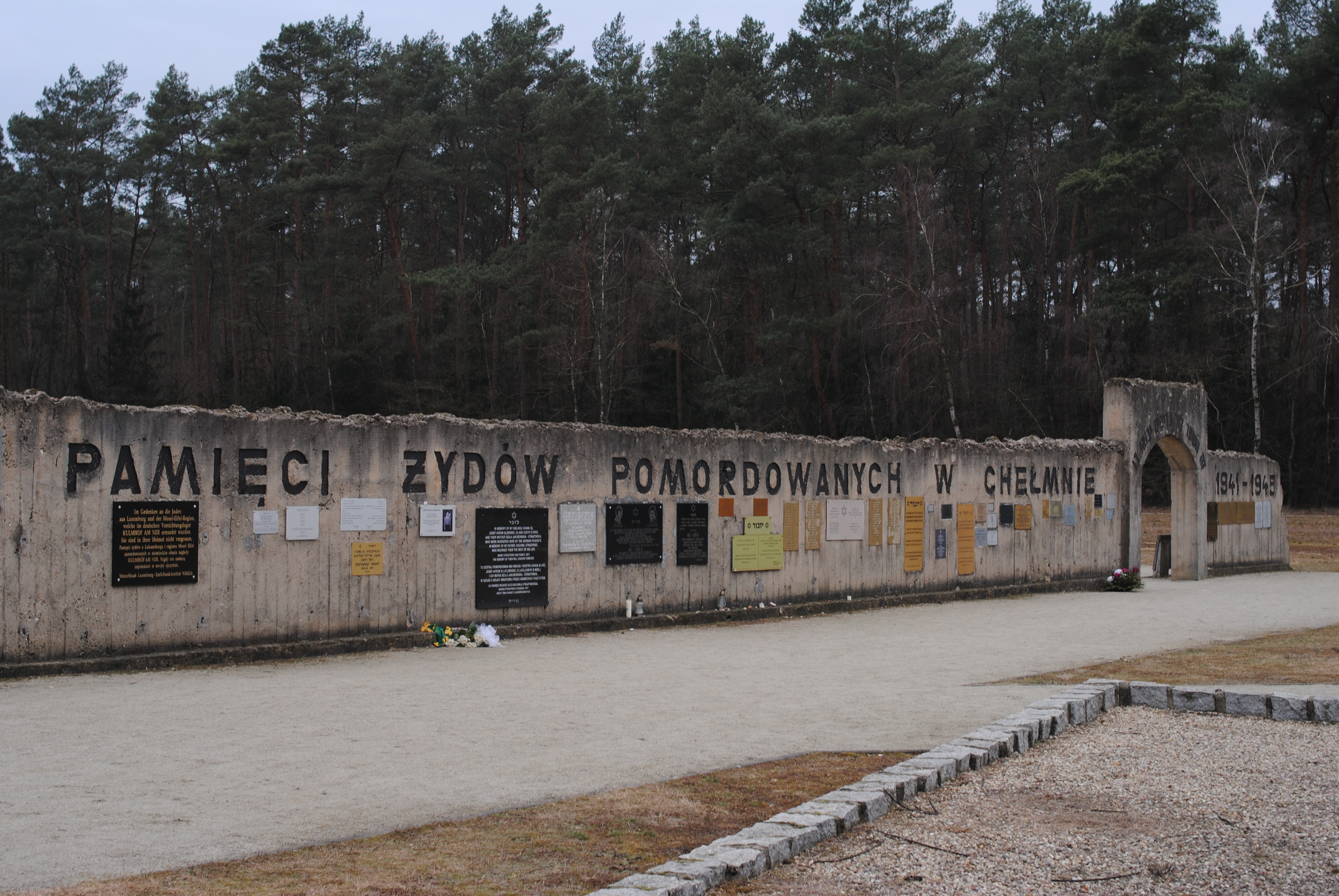
Symboliczna Ściana Pamięci

Las Rzuchowski (również Las Chełmiński) – niewielki kompleks leśny na terenie gminy Dąbie oraz Koło, w powiecie kolskim. Zlokalizowany na terenie Nadleśnictwa Koło.
Miejsce funkcjonowania tzw. „obozu leśnego” – części obozu zagłady w Chełmnie nad Nerem.

## Historia
15 listopada 1939 roku Niemcy przewieźli do lasu grupę 56 zakładników z powiatu kolskiego (z Bierzwiennej, Dąbia, Dobrowa, Izbicy Kujawskiej, Janowic, Kaczyńca, Kiejsz, Kiełczewa, Kłodawy, Korzecznika, Łubianki, Majdan, Olszówka, Praksedowa, Szczkówka, Wawrzyn, Zygmuntówka), osadzonych wcześniej w areszcie miejskim w Kole. Następnie zakładnicy, w ramach akcji wyniszczenia polskich elit, zostali zamordowani strzałami w tył głowy przez żołnierzy Wehrmachtu i funkcjonariuszy żandarmerii. Do dziś udało się ustalić tożsamość 54 zamordowanych. 
Lista rozstrzelanych w Lesie Rzuchowskim wygląda następująco:
1. Jan Bajer,
2. Kazimierz Bentkowski,
3. Władysław Bentkowski,
4. Eugeniusz Bralicki (lub Eugeniusz Białecki),
5. Józef Bystrzycki,
6. Stanisław Brzeziński,
7. Szymon Cząstkowski,
8. Piotr Duda,
9. Zygmunt Gogela,
10. Stanisław Jabłoński,
11. Ignacy Jankowski,
12. Feliks Januszewski,
13. Michał Kalinowski,
14. Bronisław Karniewski,
15. Tadeusz Kędzierski,
16. Tadeusz Kowalewski,
17. Józef Kona,
18. Stanisław Kwiatkowski,
19. Stanisław Lewandowski,
20. Władysław Lewandowski,
21. Henryk Lewandowski,
22. Antoni Lewandowski,
23. Jan Lewiński,
24. Stanisław Lidwiński,
25. Jan Luciak (lub Jan Łuczak),
26. Tadeusz Łaszkiewicz,
27. Wacław Łaszkiewicz,
28. Zdzisław Łaszkiewicz,
29. Jan Michalak,
30. Feliks Misiak,
31. Józef Moderacher (lub Józef Modrzejewski),
32. Stanisław Nowacki,
33. Stefan Nowacki,
34. Wacław Okupski,
35. Henryk Orywoll,
36. Bronisław Pawłowski,
37. Zygmunt Piaskowski,
38. Józef Rosiak,
39. Roman Rosiak,
40. Stanisław Sikorski,
41. Szymon Szrejbrowski,
42. Marian Szymański,
43. Józef Śmietański,
44. Stanisław Tatarczan,
45. Jan Tomczak,
46. Aleksander Trzaskalski,
47. Józef Woleniczak,
48. Henryk Wronierski (lub Henryk Wiśniewski),
49. Stefan Wronierski (lub Stefan Wiśniewski),
50. Stanisław Wronkiewicz,
51. Czesław Zapędowski,
52. Mieczysław Żywanowski,
53. Feliks Żwirkowski,
54. Jan Żwirkowski,
55. N.N.,
56. N.N.[3].

W latach 1941–1945 w lesie funkcjonował Waldlager – „obóz leśny”, będący początkowo miejscem pochówku ofiar obozu zagłady w Chełmnie nad Nerem, a następnie także jako lokalizacja krematoriów, w których palone były ciała ofiar. W grudniu 1941 roku w środku lasu wykopano pierwszy grób masowy, mierzący około 20 metrów długości, 8 metrów szerokości i 6 metrów głębokości. Wraz z dalszą działalnością obozu poręba powiększała się, powstały na niej również kolejne groby, tym razem mierzące 150 metrów długości. Zakopywane mogiły były następnie obsadzane sadzonkami drzew (m.in. brzóz i sosen). Osobne, mniejsze pochówki przeprowadzano również w innych, losowych miejscach. Przy zakopywaniu zwłok pracowało komando złożone z żydowskich więźniów, członkami komando byli m.in. Abraham Rój, Szlama Ber Winer i Mordechaj Podchlebnik. Według relacji Podchlebnika, każdego dnia w lesie zakopywano zwłoki około 1000 osób. 
W związku z postępującym rozkładem zwłok, w styczniu 1942 roku groby zaczęto polewać chemikaliami (najprawdopodobniej chlorem), które miały niwelować zapach. Stężenie chemikaliów w ziemi doprowadziło do tego, że jeszcze w 2003 roku, podczas prac archeologicznych, rękawiczki gumowe używane przez archeologów pracujących na miejscu rozpuszczały się. Wczesną wiosną 1942 roku z rozkazu Heinricha Müllera rozpoczęto wykopywanie zwłok i palenie ich w specjalnych krematoriach. W celu zorganizowania specjalnej infrastruktury do Chełmna sprowadzono Paula Blobla, który wzniósł w lesie polowe krematoria opalane drewnem. Zwłoki palono także w otwartych paleniskach, gdzie zwłoki przekładano warstwami drewna. Stosy takie miały osiągać czasem aż 12 warstw. Temperatura w krematoriach i na paleniskach była jednak zbyt niska, by spopielić kości, dlatego członkowie komanda leśnego musieli miażdżyć kości za pomocą tłuczków i ubijaków. Następnie zakupiono z Hanoweru maszynę do mielenia kości, którą umieszczono w specjalnym baraku na terenie lasu. Początkowo zmiażdżone kości zakopywano w głębokich dołach i obsadzano roślinami (po likwidacji obozu kości wykopywano i rozsypywano po okolicy).
W kwietniu 1943 roku rozebrano krematoria i pozostałe obiekty infrastruktury obozowej, na masowych grobach siano również trawę. Pod koniec 1944 roku odbudowano krematoria, które wzniesiono na betonowych fundamentach o wymiarach 17×17 metrów z żaroodpornej cegły zakupionej w kolskiej cegielni. Przy budowie krematoriów wykorzystano również szyny z kolejki wąskotorowej idącej przez las. W piecach palono jednorazowo 100 ciał. Wcześniejszą maszynę do mielenia kości zastąpiono maszyną przywiezioną z młyna wodnego z Zawadki, zmielone kości wrzucano następnie do Warty. W czerwcu 1945 roku pod nadzorem Władysława Bednarza masowe groby rozkopano i zbadano. 
Pod koniec lipca 1945 roku ekshumowano również ciała polskich zakładników. Ekshumacji dokonano w obecności członków rodzin ofiar, lekarza powiatowego oraz przedstawicieli władz samorządowych i partyjnych (m.in. Józefa Mamońskiego), prawdopodobnie obserwowało je kilkaset innych osób, w tym wielu funkcjonariuszy Urzędu Bezpieczeństwa i Milicji Obywatelskiej. Do pracy przy ekshumacji zmuszono miejscowych Niemców, m.in. emerytowanego pastora Antona Rutkowskiego z Dąbia. Ciała złożono następnie w nowym grobie w pobliżu dotychczasowego miejsca pochówku. Pogrzebowi przewodniczył ksiądz Bogumił Kasprzak z parafii pw. Krzyża Świętego w Kole.

## Upamiętnienie

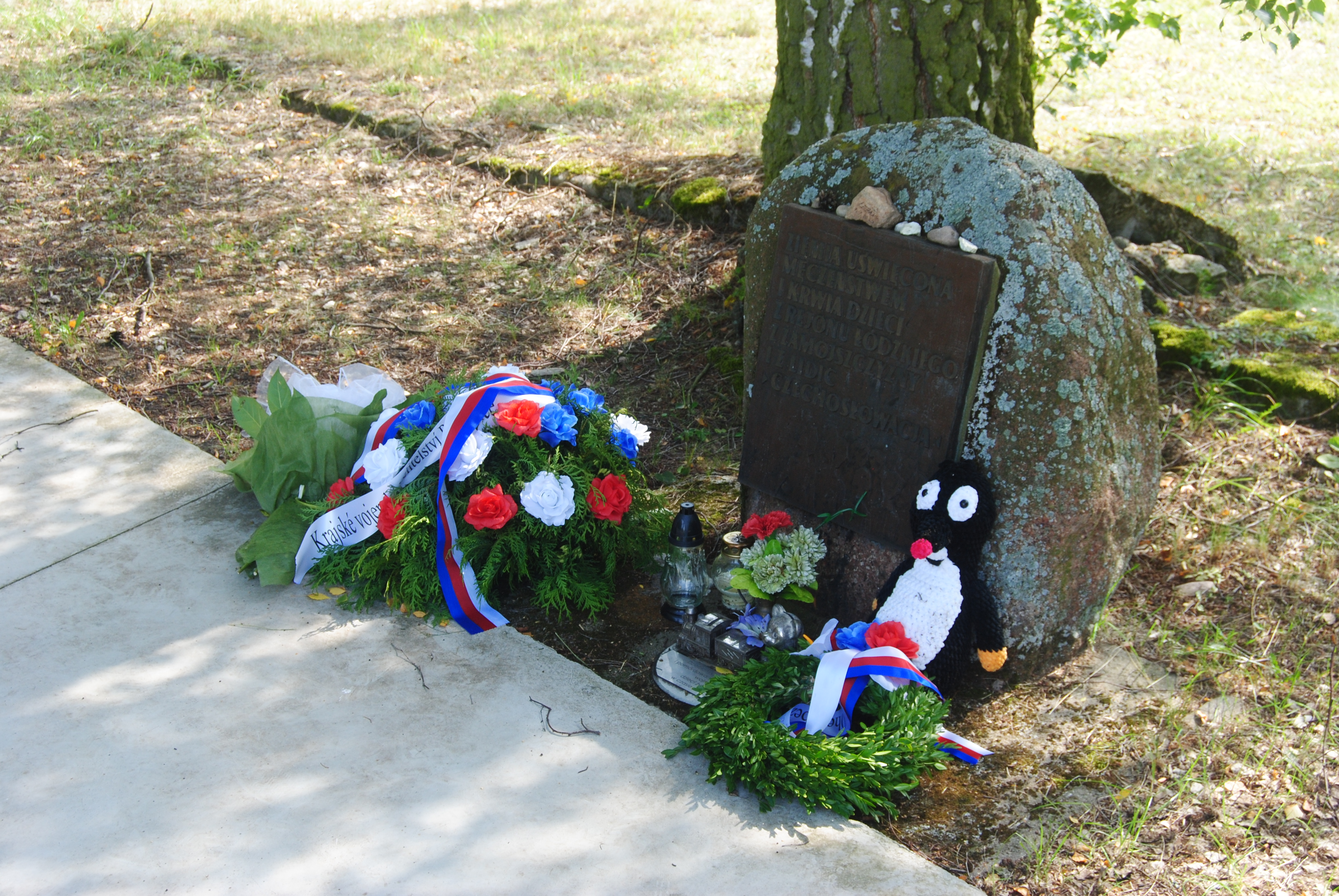
Pomnik poświęcony dzieciom z Lidic i Zamojszczyzny zamordowanym w obozie

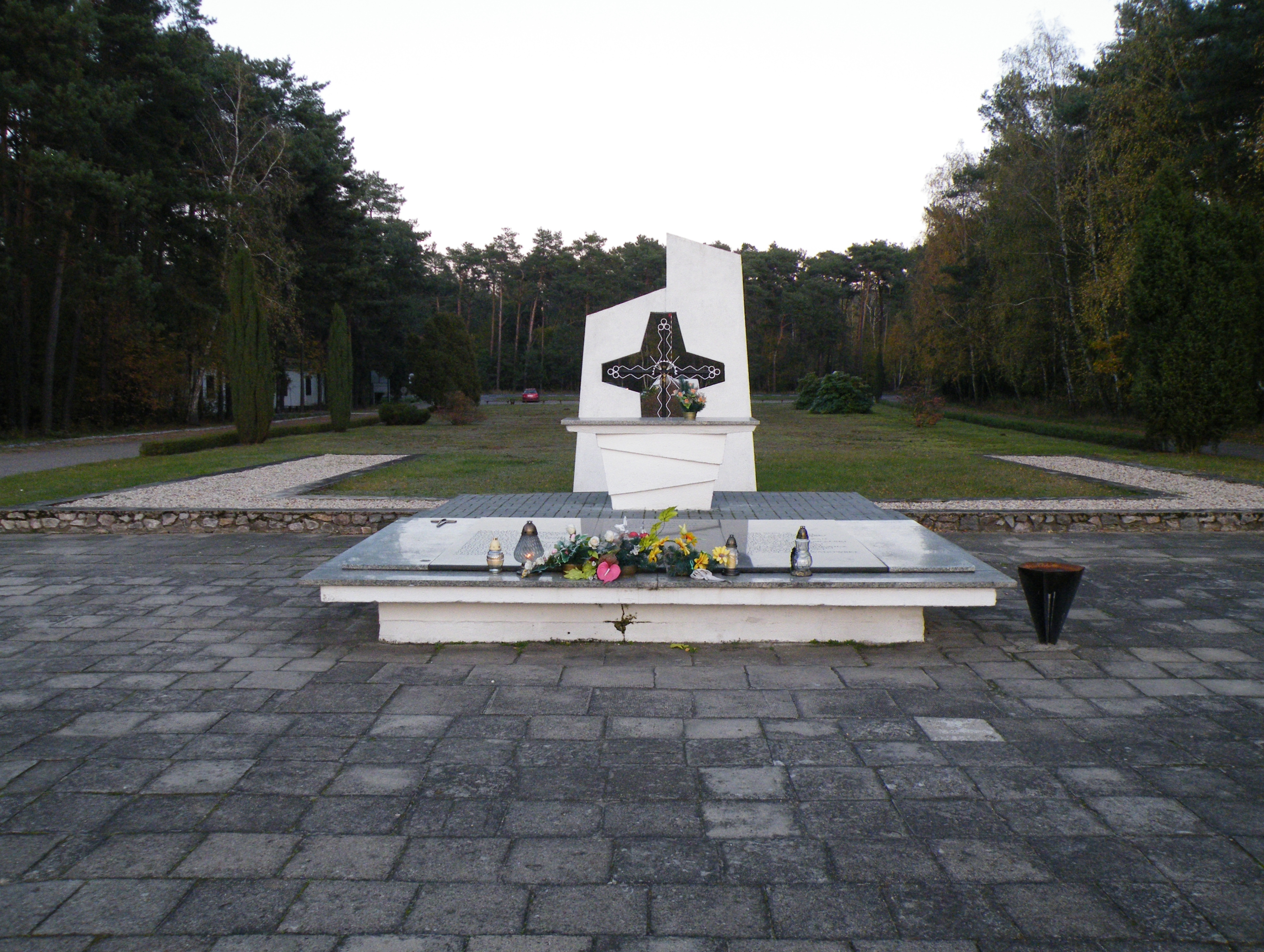
Pomnik-ołtarz na mogile zakładników zamordowanych w 1939 roku

Pierwszym upamiętnieniem na terenie lasu były prowizoryczne tabliczki z nazwiskami zamordowanych w 1939 roku zakładników, umieszczone na ich grobie. Następnie zorganizowano konkurs na projekt pomnika, który wygrał najprawdopodobniej malarz Jerzy Mikiprowicz z Koła. W 1946 roku firma budowlana braci Kaftan z Dąbia wykopała na terenie lasu studnię, wykonała cembrowanie i zgromadziła piasek do dalszych robót, które jednak przerwano, tłumacząc to brakiem cementu. W drugiej połowie 1947 roku wykonano fundamenty pomnika, prace ponownie przerwano z powodu braku funduszy. W 1949 roku planowano wybudowanie na mogile okazałego pomnika, który wyceniano na kilka milionów złotych, inicjatywa ta jednak upadła. 
Na początku lat 60. XX wieku rozpoczęto budowę Pomnika Ofiar Faszyzmu autorstwa Józefa Stasińskiego i Jerzego Buszkiewicza, który odsłonięto 24 września 1964 roku. Przed odsłonięciem pomnika usunięto z mogiły zakładników krzyż i zastąpiono go płytą z nazwiskami ofiar . W latach 80. XX wieku z inicjatywy NSZZ RI „Solidarność” na mogile ponownie postawiono krzyż, a w 1990 roku wymieniono płytę z nazwiskami. W 1991 roku na mogile wybudowano ołtarz polowy autorstwa Jana Rassumowskiego, 7 sierpnia tego samego roku odsłonięto również obelisk upamiętniający Stanisława Kaszyńskiego.
Staraniem Kazimierza Kasperkiewicza zidentyfikowano prawie wszystkie ofiary egzekucji z listopada 1939 roku. 14 listopada 2011 roku starosta Wieńczysław Oblizajek i senator Ireneusz Niewiarowski odsłonili nową płytę, na której znalazły się nazwiska 54 zakładników i informacja o 2 osobach niezidentyfikowanych. W 2012 roku z jednego z pomników na terenie lasu skradziono mosiężną tablicę pamiątkową.
W 2017 roku powstała inicjatywa przeprojektowania miejsca upamiętnienia zakładników, w 2019 roku zmodernizowano Pomnik Ofiar Faszyzmu.
W 1990 roku odsłonięta została Ściana Pamięci, będąca murem z symboliczną bramą. na którym wieszane są tablice pamięci upamiętniające ofiary obozu. Oprócz tego na terenie lasu istnieją mniejsze pomniki i tablice pamiątkowe (pomnik pamięci dzieci czeskich, pomnik rodziny Kujawskich, dwa pomniki ofiar mordu w Lesie Rudzickim i Lesie Krążel, pomnik więźniów obozu pracy w Czarkowie, pomniki upamiętniające mieszkańców getta w Czachulcu, Żydów łódzkich, brzezińskich, gąbińskich i bełchatowskich) oraz lapidarium nagrobków z cmentarza żydowskiego w Turku. W 2024 roku na terenie Lasu Rzuchowskiego otwarto ścieżkę edukacyjną.
Wnętrze Pomnika Ofiar Faszyzmu zasiedla nocek duży.